# Borstbeeld van Johan Eilerts de Haan
Het borstbeeld van Johan Eilerts de Haan is een monument in Paramaribo, Suriname. Het werd gemaakt door Bart van Hove. Eilerts de Haan stond aan de leiding van twee expedities naar de bron van de Surinamerivier. Tijdens de tweede expeditie, met de bedoeling om via de Corantijn terug te reizen, werd hij geveld door malaria.
Het beeld staat sinds eind 20e eeuw in de tuin van de bibliotheek van het Surinaams Museum aan de Commewijnestraat.

## Onthulling
Zijn beeld werd postuum op 5 december 1912 onthuld op het Vaillantsplein. De intekening voor de receptie van de genodigde gasten bleek niet soepel te zijn verlopen, omdat handtekeningen niet leesbaar waren en woonplaatsen niet van iedereen bekend waren.
De onthulling op het Vaillantsplein werd bezocht door duizenden mensen. De plechtigheid werd voltrokken door gouverneur Baron Van Asbeck.
Zes van de acht marrons die de expeditie hadden begeleid waren bij de onthulling aanwezig. Zijn kregen als dankbetoon elk een envelop met tien gulden en een zilveren herdenkingsmedaille.

Onthulling op het Vaillantsplein, 1912

## Verplaatsingen en incidenten
Het beeld stond los op de sokkel en werd in 1941 door drie jongens omvergegooid, maar raakte daarbij niet beschadigd. Enkele weken later biechtte een jongen op dat hij zich ongelukkig had gevoeld en wist dat Eilerts de Haan een goed mens was geweest. Hij verklaarde dat hij het beeld wilde kussen, maar het toen omviel.
In 1966 kreeg het beeld een nieuwe plaats voor het stadhuis aan de Kleine Combéweg. Op Vaillantsplein werd daarna het Statenmonument onthuld. De dag nadat op 31 oktober 1974 het stadhuis door band was verwoest bleek het hoofd van het borstbeeld te zijn verdwenen. De toedracht werd een week later bekend, toen drs. A. Agasi het beeld afleverde bij het Surinaams Museum. Na de brand had hij gezien dat het van zijn sokkel was gevallen en had hij het in veiligheid gebracht door het mee te nemen.
Na de brand kreeg het borstbeeld een plek op de binnenplaats van Fort Zeelandia. In de jaren tachtig werd het verplaatst naar het directoraat Cultuur (Heerenstraat) en kreeg het een plek onder het trappenhuis. Laddy van Putten, de directeur van Cultuur, liet het vervolgens naar de Commewijnestraat 18 verplaatsen. Hier staat het sindsdien in de tuin van de bibliotheek van het Surinaams Museum.